# Bərdə (stad)
Bərdə (ook geschreven als Barda) is een stad in Azerbeidzjan en is de hoofdplaats van het district Bərdə.
De stad telt 38.500 inwoners (01-01-2012).